# Gleb Iwanowitsch Uspenski

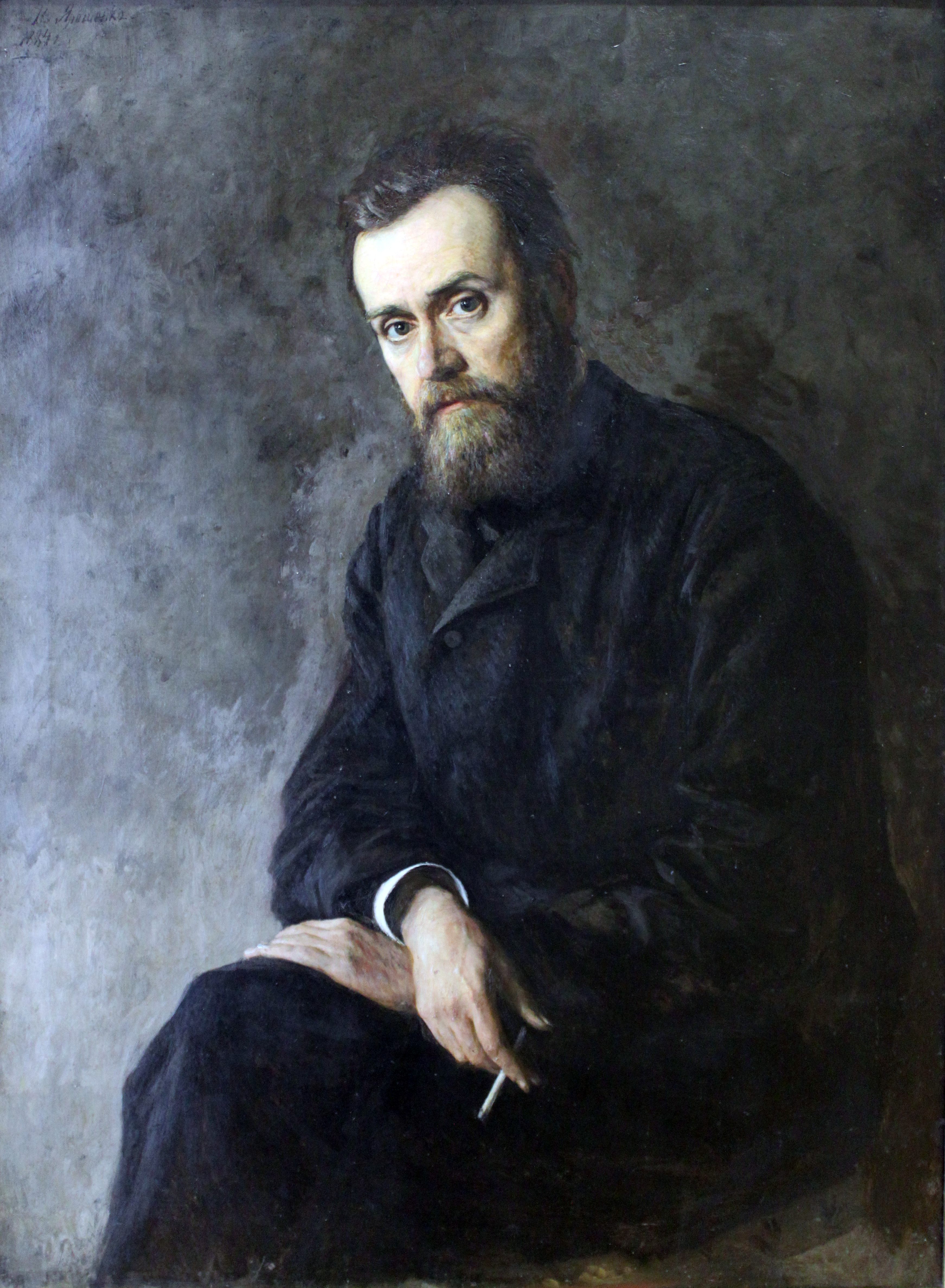
Porträt von Gleb Uspensky von Nikolai Jaroschenko (1884)

Gleb Iwanowitsch Uspenski (russisch Глеб Иванович Успенский; * 25. Oktober 1843 in Tula; † 6. April 1902 in Strelna bei Sankt Petersburg) war ein russischer Schriftsteller.
Der Beamtensohn Gleb Uspenski besuchte zwei Gymnasien – ab 1853 in Tula und von 1856 bis 1861 in Tschernigow. Darauf studierte er an den Juristischen Fakultäten der Universitäten Sankt Petersburg und dann in Moskau. Letztere Hochschule musste  Uspenski finanzieller Schwierigkeiten wegen bereits 1862 verlassen. Ab 1862 arbeitete er schriftstellerisch. Uspenski wurde bekannt durch seine sozialkritischen Schilderungen des Lebens der Bauern auf dem Lande. Zu seinen wichtigsten Werken gehören Die Straße der Verlorenen und Die Macht der Erde (Власть земли, 1882). Politisch stand er den Volkstümlern nahe.

## Werke in deutscher Übersetzung
- 1866: Нравы Растеряевой улицы (Die Straße der Verlorenen. Übersetzerin: Josi von Koskull, 1958 Berlin)
- 1870: Разоренье. Очерки провинциальной жизни (Der Ruin. Skizzen aus dem Provinzleben. Übersetzerin: Josi von Koskull, 1953 Berlin)
- 1873: Новые времена, новые заботы (Neue Zeiten, neue Sorgen. Acht Erzählungen. Übersetzerin: Josi von Koskull, 1952 Berlin)